# Трояк Ярослав Володимирович
Яросла́в Володи́мирович Трояк — старший солдат Збройних сил України, учасник російсько-української війни.

## Нагороди
За особисту мужність і героїзм, виявлені у захисті державного суверенітету та територіальної цілісності України, вірність військовій присязі під час російсько-української війни нагороджений
- орденом «За мужність» III ступеня (26.2.2015).